# أيرلنديون
الأيرلنديون (بالأيرلنديَّة: Muintir na hÉireann or Na hÉireannaigh) هي أمة كلتيّة، ومجموعة عرقية مقيمة في جزيرة أيرلندا، تتشارك في أصل أيرلندي مشترك وهويّة وثقافة مشتركة. كانت أيرلندا مأهولة بالسكان منذ حوالي 12500 سنة وفقًا للدراسات الأثريَّة، وبالنسبة لمعظم تاريخ أيرلندا المسجل، كان الأيرلنديين في المقام الأول من شعب غايلي. احتل الأنجلو نورمان أجزاء من أيرلندا في القرن الثاني عشر، في حين جلبت إنجلترا السيطرة من القرن السادس عشر والسابع عشر واستعمار أيرلندا عدداً كبيراً من الإنجليز والولنديين الأسكتلنديين إلى أجزاء من الجزيرة، وخاصةً في الشمال. اليوم، تتكون أيرلندا من جمهورية أيرلندا (دولة مستقلة) وأيرلندا الشمالية الأصغر (جزء من المملكة المتحدة). يمتلك شعب أيرلندا الشمالية هويات قومية متنوعة تشمل بريطانية وأيرلندية وأيرلندية شمالية أو مزيج من هذه الهويات.
لدى الأيرلنديين عاداتهم الخاصة واللغة والموسيقى والرقص والرياضة والمطبخ والأساطير. على الرغم من أن اللغة الأيرلندية كانت لغتهم الرئيسية في الماضي، إلا أن معظم الأيرلنديين يتحدثون بالإنجليزية كلغتهم الأم. تاريخياً، كانت الأمَّة الأيرلندية مكونة من مجموعات أو عشائر، كما كان لدى الأيرلنديين ديانتهم الخاصة، وأحكامهم القانونية الخاصة، وأبجدية وأسلوب لباس خاصين. ويعتنق أغلب الأيرلنديين المسيحية دينًا على مذهب الرومانية الكاثوليكية إلى جانب أقليَّة بروتستانتية (مشيخية وميثودية وأنجليكانية).
كان هناك العديد من الأيرلنديين البارزين على مر التاريخ. بعد تحول أيرلندا إلى المسيحية، مارس المبشرون والعلماء الأيرلنديين نفوذاً كبيراً على أوروبا الغربية، وظهر الأيرلنديين على أنهم أمة «قديسين وعلماء». يعتبر كولومبانوس من أبرز الرهبان الأيرلنديين المبشرين من القرن السادس وواحد من «آباء أوروبا»، وتلاه القديسان سيليان وفيرغيليوس سالزبورغ. يُعتبر العالم روبرت بويل «والد الكيمياء»، وروبرت ماليه أحد «آباء علم الزلازل». ومن بين الكتَّاب الأيرلنديين المشهورين أوسكار وايلد، وويليام بتلر ييتس، وصامويل بيكيت، وجورج برنارد شو، وبرام ستوكر، وجيمس جويس، وسي. إس. لويس وشيموس هيني. ومن المستكشفين الأيرلنديين البارزين بريندان الملاح، والسير روبرت مكلور، والسير ألكسندر أرمسترونج، والسير إرنست شاكلتون وتوم كرين. في بعض الروايات، كان أول طفل أوروبي ولد في أمريكا الشمالية ينحدر من الأيرلنديين من كلا الجانبين. العديد من رؤساء الولايات المتحدة لديهم بعض الأصول الأيرلندية.
يبلغ عدد سكان أيرلندا حوالي 6.3 مليون نسمة، ولكن يُقدر أن 50 إلى 80 مليون شخص في جميع أنحاء العالم لديهم أصول أيرلندية، مما يجعل الشتات الأيرلندي واحد من كبرى المهاجر. ومن الناحية التاريخية فقد وقعت الهجرة من أيرلندا نتيجة للصراعات والمجاعة والتأزمات الاقتصادية التي عانت منها الجزيرة. هناك جاليات من أصل أيرلندي موجودة بشكل رئيسي في البلدان الناطقة باللغة الإنجليزية، ولا سيما في بريطانيا العظمى المجاورة والولايات المتحدة وكندا وأستراليا. وكذلك ثمة أيضاً أعداد كبيرة من ذوي الأصول الأيرلندية في كل من الأرجنتين والمكسيك ونيوزيلندا. تضم الولايات المتحدة أكبر عدد من السكان المنحدرين من أصل أيرلندي، بينما في أستراليا تضم على أعلى نسبة مئوية لأولئك المنحدرين من أصل أيرلندي بالمقارنة مع أي بلد آخر خارج أيرلندا. لدى العديد من الآيسلنديين أصول أيرلندية واسكتلندية غايلية.

## الملاحظات
1. ↑  تعداد 2021، الأيرلنديون وحدهم والهويات الوطنية الأخرى
2. ↑  تعداد 2021، الأيرلنديون وحدهم والهويات الوطنية الأخرى
3. ↑  تاريخي ومحلي
4. ↑  مهيمن